# 基督教聖約教會堅樂第二小學
基督教聖約教會堅樂第二小學（英語：The Mission Covenant Church Holm Glad No. 2 Primary School），為香港一所已停辦的有時限津貼小學，位於觀塘順安邨內，2015年創立，至2024年停辦。

## 歷史
因應觀塘區暫缺學額於2015/16學年暴升至1,100個，政府於2014年推出該區兩座空置「火柴盒」小學校舍，以供辦學團體開設只辦學9年的「有時限小學」。及後，基督教聖約教會投得現址校舍。按照當時的計劃，該會決定先另創此校，再於日後競投三間位於秀茂坪安達臣道發展區的擬建校舍，以轉為永久辦學。
隨後，此校於翌年9月正式開辦，首屆招收兩班小一及一班小五。
由於鄰近的安達邨及安泰邨落成，但上述三間校舍仍未興建，此校曾於2017年一度額外加收小一學生，以滿足該等屋邨的學額需求。而在同年12月，此校亦曾按照計劃，申請競投上述其中一間校舍，但不果。
隨著整體學童人口回落，加上三間校舍皆由其他同區小學投得。因此，此校最終無法轉為永久辦學，並依期於2019年起停收小一，至2024年暑假停辦。

## 校舍
此校為一所後期型「火柴盒」小學，於1979年隨順安邨建成，內部面積為3,232平方米，設有24間課室及5間特別室。校舍曾於2001-04年間，通過「學校改善計劃」加建新翼及升降機。
隨著堅樂第二小學於2024年停辦，原有校舍將暫時改建為簡約公屋，長遠則重建為公營房屋。

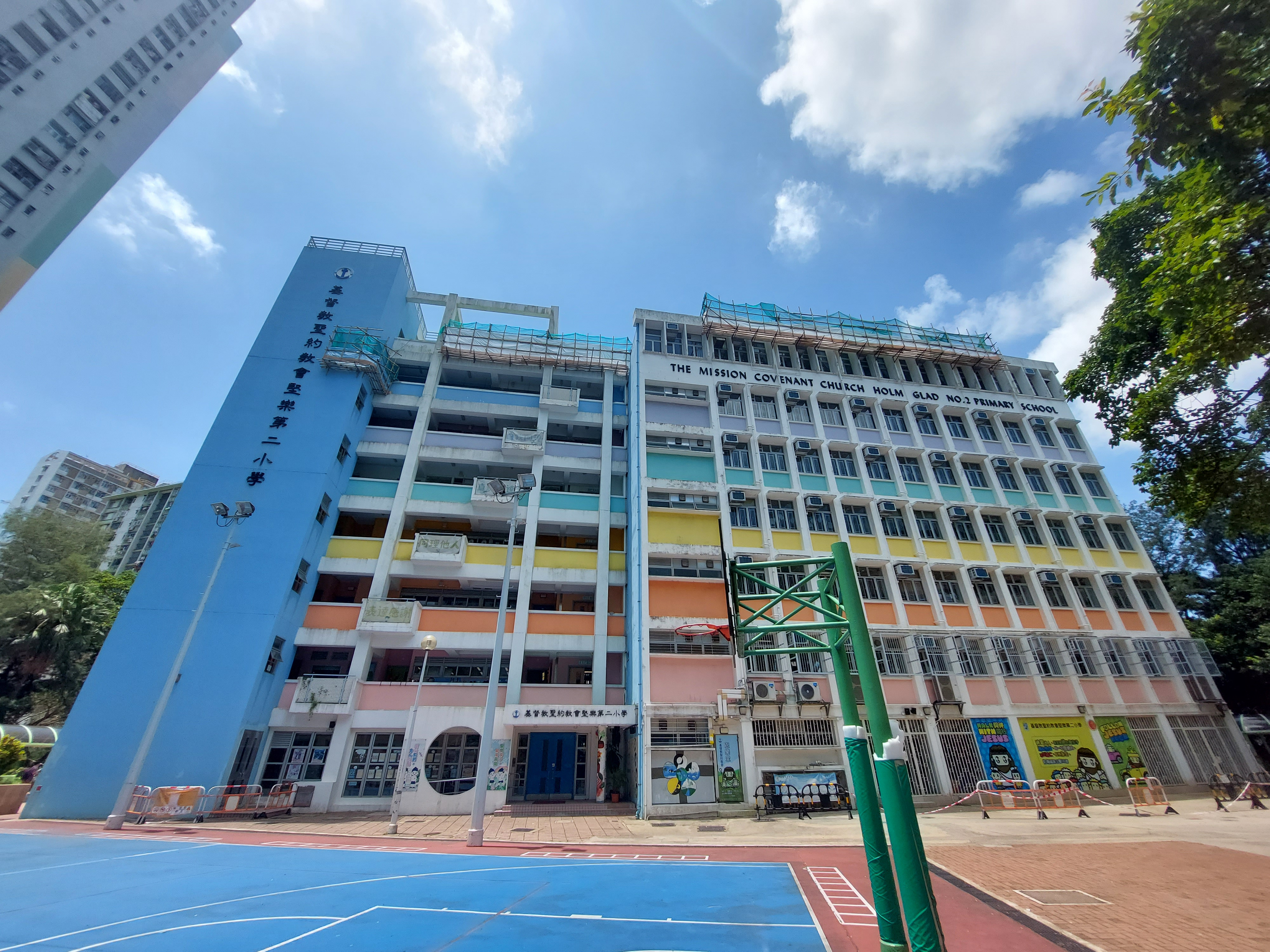
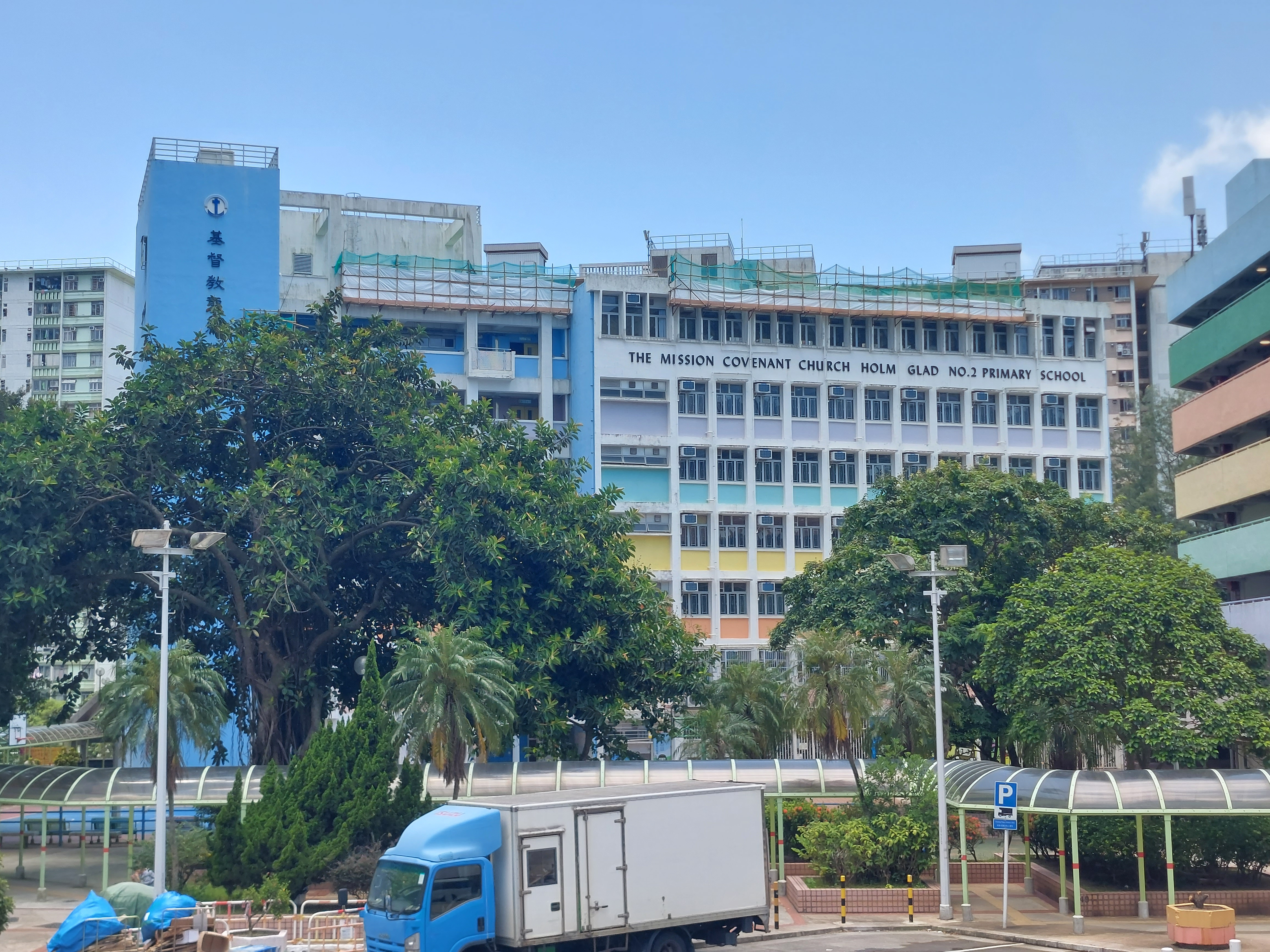

## 歷屆行政人員

### 校監
- 黎樹濠 先生，JP（2015年-2024年，唯一一任校監）[1][註 4]

### 校長
- 蕭婷 女士（2015年–2024年，唯一一任校長，結校後轉任大埔浸信會公立學校校長）

## 註解
1. 1 2  為2023/24年度數字
2. ↑  即香港道教聯合會雲泉學校重置校舍。
3. ↑  原為葛量洪教育學院校友會觀塘學校之重置校舍，但該校已於2008年被明令殺校，其後校舍空置。
4. ↑  原為同系堅樂中學校長。

## 外部連結
- 基督教聖約教會堅樂第二小學官方網頁 （页面存档备份，存于）